# Araguainha
Araguainha est une municipalité brésilienne située dans l'État du Mato Grosso.
À proximité du village se trouve le cratère d'Araguainha.